# Weiherhaus (Trebgast)
Weiherhaus (oberfränkisch: Waijehaus) ist ein Wohnplatz der Gemeinde Trebgast im Landkreis Kulmbach (Oberfranken, Bayern). 

## Geographie
Das ehemalige Dorf ist in der Ortsstraße Lindauer Straße des Gemeindeteils Trebgast aufgegangen. Diese ist zugleich die Kreisstraße KU 15, die ins Ortsinnere zur Staatsstraße 2182 (0,8 km nördlich) bzw. nach Lindau (2,6 km westlich) führt. Der Straße entlang verläuft die Trebgast.

## Geschichte
1696 wurde ein Flurgebiet „Weiherreuth“ erstmals urkundlich erwähnt. 1796/97 wurde auf diesem von einem Einwohner von Trebgast ein Tropfhaus erbaut. 1811 wurde dieses als „Weyherhaus“ bezeichnet. Ursprünglich gab es bei dem Anwesen einen Weiher.
Mit dem Gemeindeedikt wurde Weiherhaus dem 1811 gebildeten Steuerdistrikt Trebgast und der 1812 gebildeten gleichnamigen Ruralgemeinde zugewiesen.

### Einwohnerentwicklung
| Jahr      | 001818 | 001861 | 001871 | 001885 | 001900 | 001925 | 001950 | 001961 | 001970 | 001987 |
| Einwohner | 5      | 8      | 6      | 5      | 3      | 10     | 59     | 151    | 248    | 110    |
| Häuser    | 1      |        |        | 1      | 1      | 2      | 9      | 24     |        | 29     |
| Quelle    | [ 6 ]  | [ 8 ]  | [ 9 ]  | [ 10 ] | [ 11 ] | [ 12 ] | [ 13 ] | [ 14 ] | [ 15 ] | [ 1 ]  |

## Religion
Weiherhaus ist evangelisch-lutherisch geprägt und nach St. Johannes (Trebgast) gepfarrt.